# Юкатанська протока
Юката́нська прото́ка — морська протока між півостровом Юкатаном і островом Кубою; сполучає Карибське море з Мексиканською затокою. Найменша ширина — 217 км — відстань між мисом Сан-Антоніо на заході Куби і мисом Каточе, найпівнічнішою точкою півострова Юкатану, двжина — 55 км. Найбільша глибина — 2779 м (біля острова Куби).
Через протоку з півдня на північ проходить Юкатанська течія (продовження Карибської течії), швидкість якої 2—9 км/год. Ця течія обумовлює підняття рівня Мексиканської затоки і викликає течію з Мексиканської затоки через Флоридську протоку — початок Гольфстриму.
Протока має велике значення як судноплавний шлях із Центральної та Південної Америки в Сполучені Штати Америки і Мексику. Основні порти, розташовані в протоці: Канкун, Пуерто-Хуарес (Мексика) і Ла-Фе (Куба).